# بيهن شائك
بَيْهَن شائك (الاسم العلمي: Bursaria spinosa)، شجرة صغيرة أو شجيرة من فصيلة الحبضيات. يحدث هذا النوع بشكل رئيسي في النصف الشرقي والجنوبي من أستراليا، ولا يحدث في أستراليا الغربية والإقليم الشمالي. تطول من 3 إلى 4 أمتار، أزهارها بيضاء فواحة العرف المستحب وتزهر في أي وقت من السنة، وخاصة في فصل الصيف. الشجيرة شائعة الوجود في غابات الأوكالبتوس، تستعمر المناطق المضطربة والأراضي الزراعية البور. هو نبات غذائي مهم للعديد من أنواع الفراشات والعث، وخاصة الفراشات من جنس Paralucia، والنحل المحلي.